# Cornelia Clapp
Cornelia Maria Clapp (Montague (Massachusetts), 17 mars 1849 – Mount Dora 31 décembre 1934) est une zoologue et universitaire américaine spécialisé dans la biologie marine. Née à Montague, dans le Massachusetts, elle est la fille ainée de deux enseignants. Elle a été nommée de son vivant l'une des meilleurs zoologues des États-Unis.
Cornelia Clapp est double doctorante : elle obtient son premier doctorat à l'université de Syracuse en 1889 et le suivant à l'université de Chicago en 1896, recevant ainsi les deux premiers doctorats de biologie délivrés à une femme aux États-Unis. À Mount Holyoke, le laboratoire dédié aux cours de biologie fut construit et nommé en son honneur en 1924.

## Études et carrière
Clapp suit l'équivalent d'une formation de premier cycle au séminaire pour filles de Mount Holyoke (le précurseur de l'actuel Mount Holyoke College) en 1871, puis enseigne le latin un an dans un pensionnat pour garçons en Pennsylvanie.
En 1872, elle retourne à Mount Holyoke pour enseigner les mathématiques et l'histoire naturelle avant de devenir professeur de gymnastique de 1876 à 1891.
En 1874, elle continue ses études supérieures à l'École d'histoire naturelle Louis Agassiz Anderson sur l'île de Penikese de la baie Buzzards dans le Massachusetts. Elle adopte la devise d'Agassiz « Study nature, not books » (« Étudiez la nature pas les livres ») et l'applique à sa propre manière d'enseigner.
Elle transmet son savoir d'abord dans un cours d’embryologie à Mount Holyoke, illustré par des spécimens ramenés par ses anciens élèves. Elle collecte des insectes avec d'autres entomologistes de Nouvelle Angleterre dans les montagnes Blanches durant l'été 1875 puis dans les états Mid-Atlantic en 1877. Parmi leurs étapes, ils passent par la station maritime de l'université Johns Hopkins à Beaufort, et l'Institut Smithsonian à Washington, DC.
Au début des années 1880, elle rédige de brèves études sur les embryons de poulet et les vers de terre à l'Institut de technologie du Massachusetts sous la direction de W. T. Sedgwick puis au Williams College. À partir de 1888, elle est affiliée au Laboratoire de biologie marine de Woods Hole où elle mène les recherches du laboratoire, puis devient lectrice (lecturer) et membre du conseil d'administration (trustee). Son rapport de thèse sur le Batrachus tau (en anglais toadfish) est publié dans le Journal of Morphology en 1889.
Lorsque Mount Holyoke passe de Séminaire à Collège en 1888, Cornelia Clapp prend trois ans de congé pour faire un doctorat à l'université de Chicago. Quand elle revient à Mount Holyoke, elle aide le département de zoologie à se structurer puis elle est nommée professeur de zoologie en 1904. Même si elle est surtout reconnue en tant qu'enseignante et qu'elle n'a pas beaucoup publié, elle est nommée en 1906 dans le journal American Man of Science parmi les 150 plus éminents zoologues des États-Unis.

## Héritage

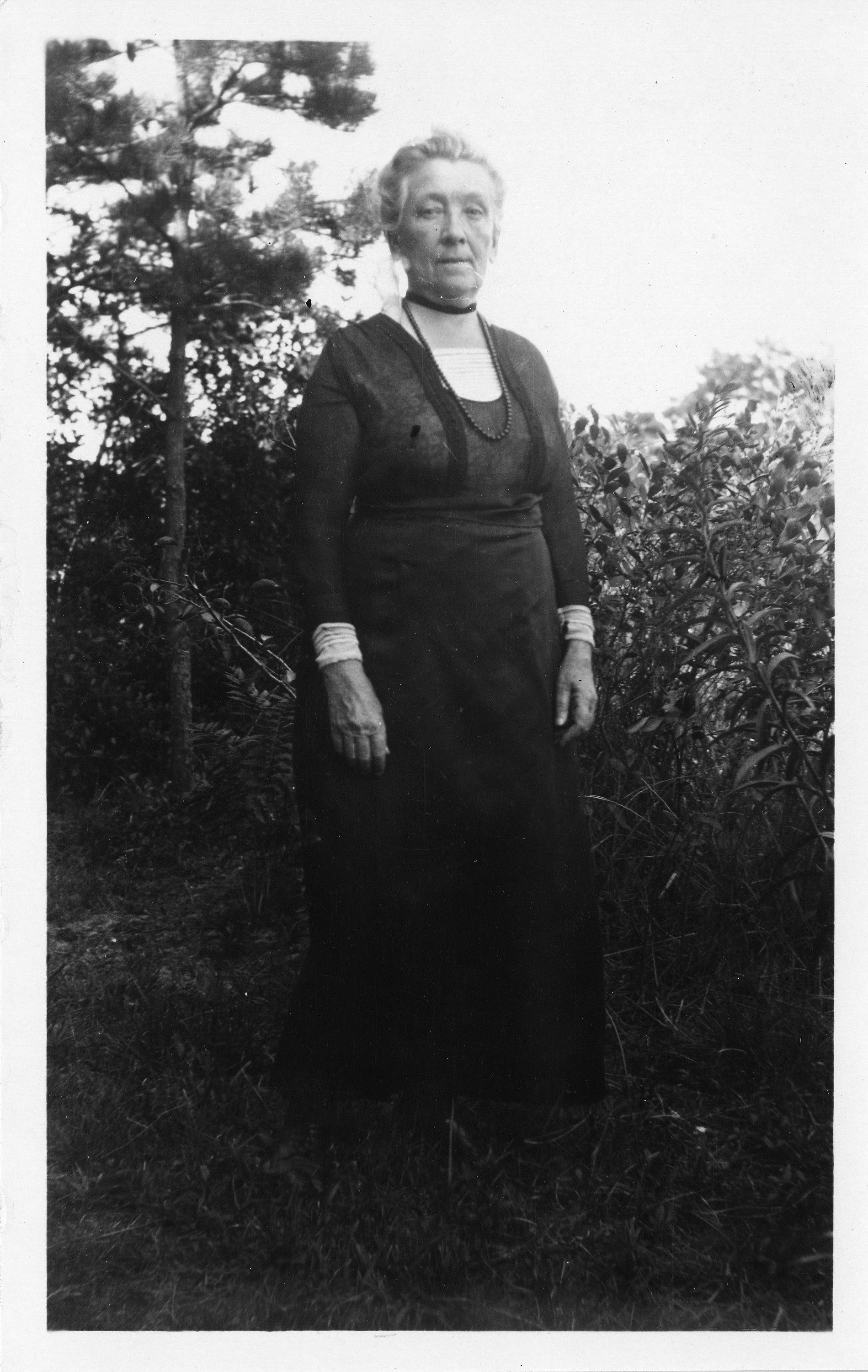
Cornelia plus tard, près du chalet de Gardiner Road

À une époque où le monde scientifique commençait tout juste à s'ouvrir aux femmes, Cornelia Clapp joua un rôle fondamental par son enseignement. Elle a peu publié durant sa carrière mais elle a contribué à ouvrir le champ des possibles pour les femmes dans les sciences à travers l'éducation.
Sa manière d'enseigner peut être mieux  appréhendée par le témoignage de Louise Baird Wallace, nouvelle venue de Mount Holyoke en 1891. Sa principale dans l'Ohio lui avait dit : « Vous devriez suivre les cours du Docteur Clapp. Elle conserve des grenouilles vivantes dans des aquariums. » Au sujet de Cornelia Clapp, Louise a écrit : « je suis venue, j'ai vu, elle m'a conquise. J'ai ressenti ce jour-là que je n'avais jamais été complètement vivante avant de la connaître. ».